# آنتساهابه
آنتساهابه (به لاتین: Antsahabe) یک منطقهٔ مسکونی در ماداگاسکار است که در آنتسوهیهو واقع شده‌است. آنتساهابه ۱۱٬۰۰۰ نفر جمعیت دارد و ۲۹۵ متر بالاتر از سطح دریا واقع شده‌است.